# جامع عبد الله بن الزبير (الأنبار)
جامع عبد الله بن الزبير من مساجد العراق الحديثة، ويقع  قرب مركز شرطة سجاريه، في قضاء الرمادي في محافظة الأنبار، وبني في عام 1412هـ/1992م، والجامع مستلم من قبل ديوان الوقف السني في العراق وحالتهُ مضبوطة وقد بني على نفقة أهالي المنطقة، وتبلغ مساحتهُ 1500م2، ويحتوي على مصلى حرم واسع تبلغ مساحتهُ 800م2، ويتسع لأكثر من 1000 مصل، وتعلو الحرم منارة مئذنة صغيرة مبنية من الطابوق، وتقام في الجامع صلاة الجمعة والصلوات الخمس، ومن ملحقات الجامع غرفتين مخصصة للإمام والخطيب، وفيه منبر للخطابة ومحفل للقراء صنعا من الخشب الصاج.
وتقام في الجامع دورات لتحفيظ القرآن في العطلة المدرسية الصيفية، حيث يتخرج قرابة مائة طالب وطالبة من المسجد سنوياً من مختلف الأعمار، ويتم تحفيظهم أجزاء من القرآن، بالإضافة إلى بعض الدروس الفقهية والآداب الإسلامية.
ومقابل الحرم توجد طارمة مسقفة ومن حولها حديقة واسعة.